# Tours-Nord

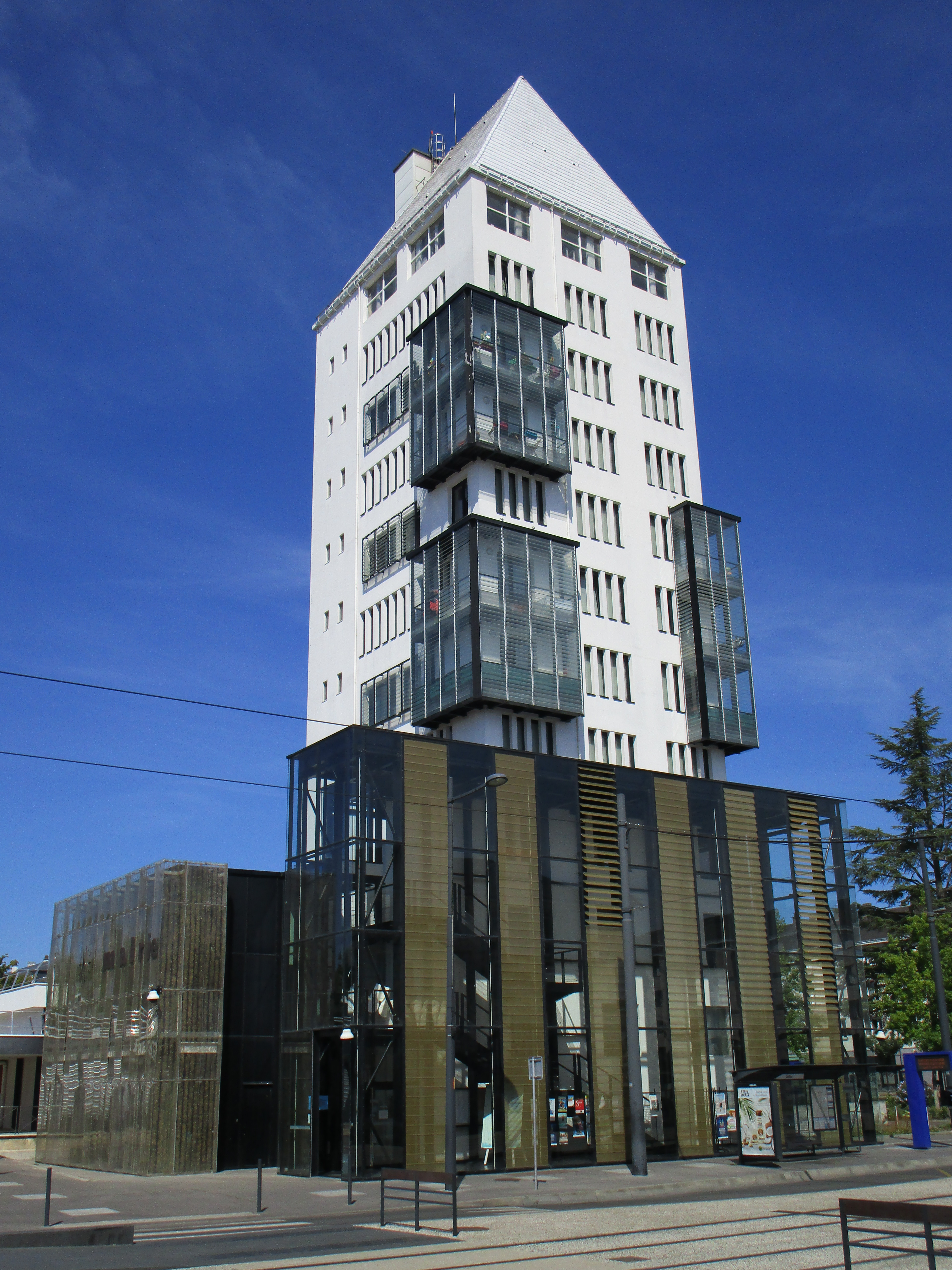
La tour du Beffroi, dans le quartier Beffroi-Europe à Tours Nord.

Tours-Nord est une division officieuse de la ville de Tours (Indre-et-Loire), qui correspond à la partie de la ville située au nord de la Loire. Bien que n'ayant aucune existence légale, cette distinction d'avec le centre de Tours, soit la partie située entre les deux rives de la Loire et du Cher, est nettement sensible sur le plan de l'aménagement.
Les premières implantations sur ce terrain remontent au moins à l'Antiquité. Longtemps, la partie nord de la ville de Tours se limite au « faubourg Saint-Symphorien » (actuel quartier Paul-Bert), ensemble de petites maisons situées le long de la rive droite de la Loire et qui nait grâce aux ponts le reliant à la ville, dont le pont médiéval d'Eudes. 
Tours-Nord prend sa forme actuelle avec la fusion des communes de Saint-Symphorien et Sainte-Radegonde en 1964, qui constituent l'essentiel de sa surface actuelle. Les fusions permettent la création des deux quartiers éponymes, en plus du quartier Europe. Depuis lors, « l'avenir de la ville se trouve au nord » grâce aux vastes espaces qui permettent de nombreuses nouvelles implantations, comme l'écoquartier Monconseil.

## Délimitation et composition

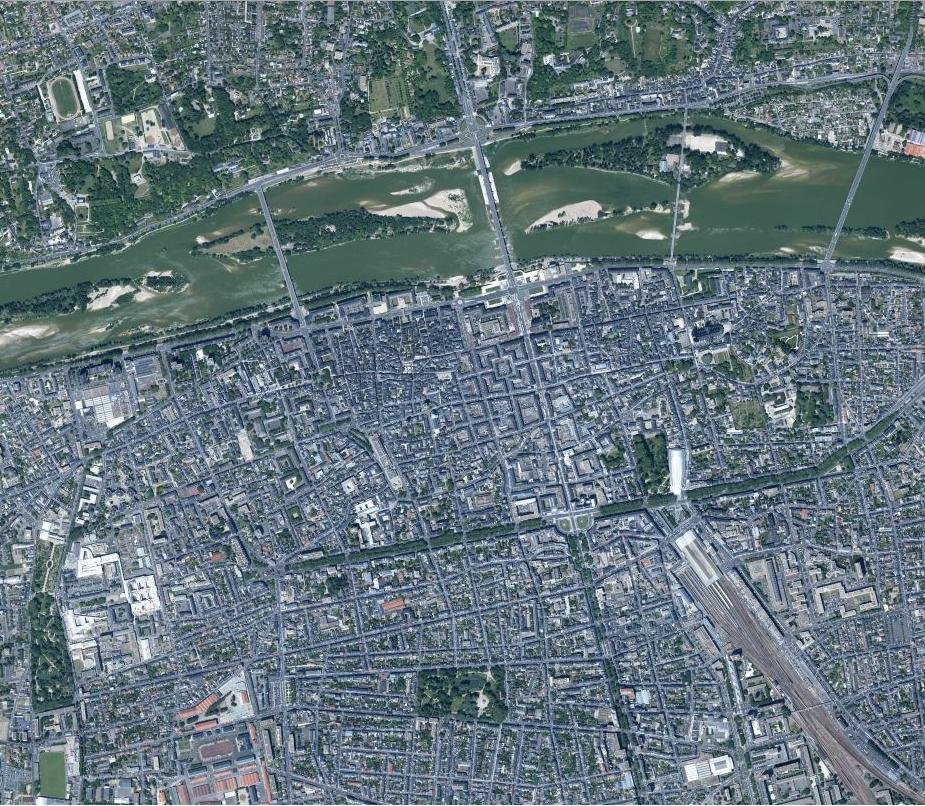
Tours Nord en haut de cette photo aérienne

Contrairement à Tours-Sud, la délimitation de Tours-Nord est sans ambigüité marquée par la Loire qui dresse une barrière naturelle. Cette partie de la ville est structurée en deux cantons : Tours-Nord-Ouest et Tours-Nord-Est, pour une population de 35 908 habitants en 1999 et 40 083 en 2018, soit 29 % des habitants de la ville. 
Le nord de Tours, qui constitue près de la moitié de la superficie de la ville, contient cinq quartiers selon le découpage de l'Insee en IRIS. Il s'agit de Paul-Bert (3 393 habitants), Saint-Symphorien (15 758), Sainte-Radegonde, (6 969), Europe, (10 722) et Douets-Milletière, (3 241), en 2018.

## Histoire

### Implantation anciennes

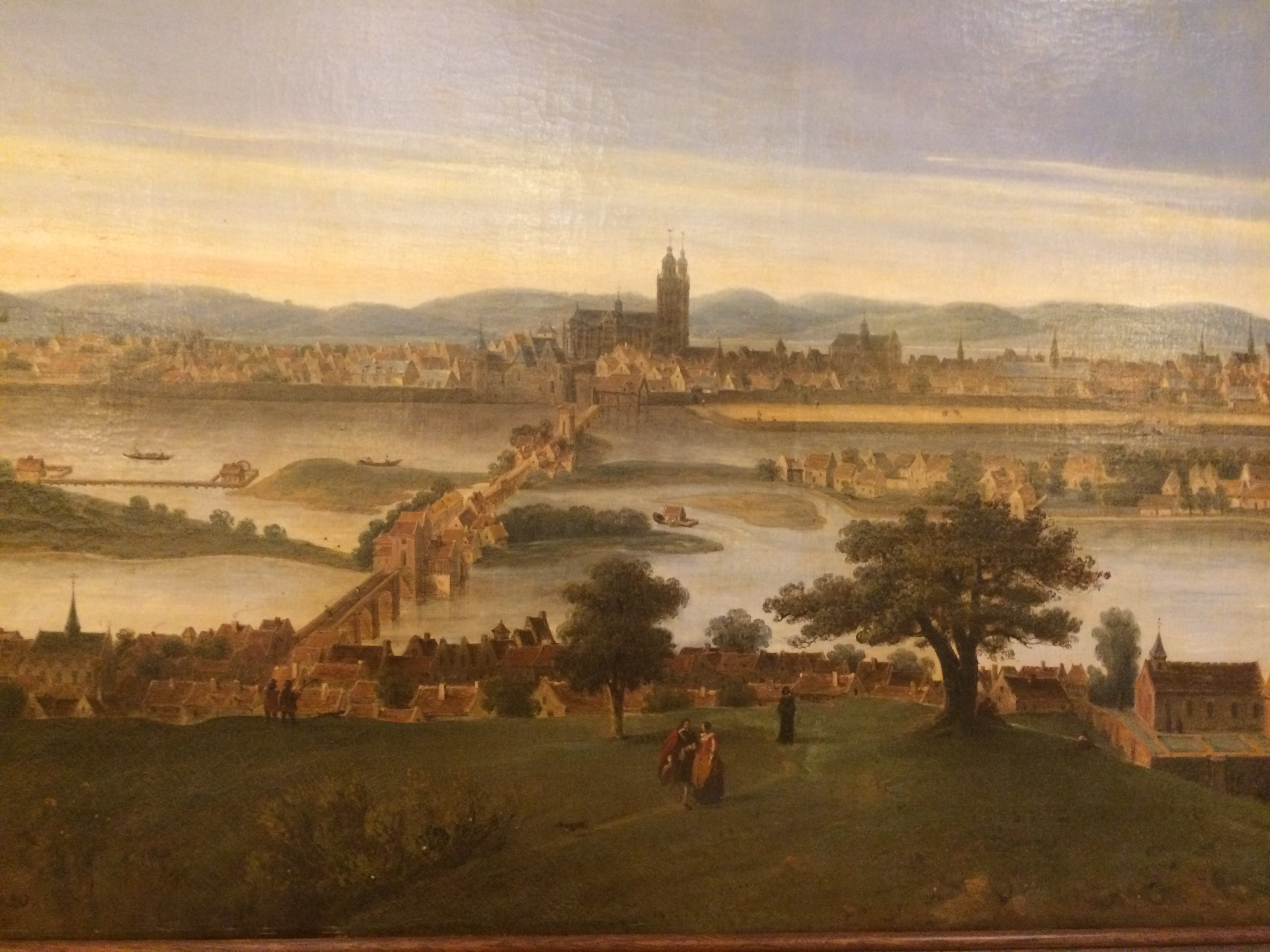
Le pont d'Eudes vu au XVIIe siècle, avec le quartier Paul-Bert au premier plan.

Cette partie de la ville et en particulier l'ancien faubourg Saint-Symphorien (actuel quartier Paul-Bert) a une histoire riche et très liée à celle du centre, dès l'époque gallo-romaine un pont franchi la Loire pour le relier au castrum romain (emplacement de l'actuelle passerelle Saint-Symphorien ou « pont de fil »). En 372, Saint Martin de Tours fonde l'abbaye de Marmoutier sur la rive nord de la Loire (actuel établissement scolaire, l'Institution Marmoutier), c'est la seconde d'Occident (après celle de Ligugé fondé également par Martin). Cette abbaye a un considérable rayonnement en Europe durant tout le Moyen Âge, ses dépendances (procurant des revenus) s'étendent jusqu'en Angleterre. Tours est alors un pèlerinage aussi important que celui de Rome (concile de Chalon en 813). 
Le pont d'Eudes est achevé dès 1037 c'est le premier grand pont de pierre de France. Il permet aux pèlerins d'aller de la basilique Saint-Martin de Tours à la puissante abbaye de Marmoutier qui obtient du comte de Blois, Eudes II, que le pont ne soit pas soumis au péage. À Tours-Nord, l'urbanisation s’accélère le long de Loire, pour preuve l'église Saint-Symphorien qui existe depuis le Ve siècle est agrandie au XIIe siècle et devient une paroisse (à la Révolution les paroisses deviennent les communes). L'émergence du pèlerinage de Compostelle au XIe siècle encourage les maîtres politiques de Tours à contrôler l'ancienne voie romaine qui chemine au nord de la Loire, qui est alors sur le chemin de Compostelle (la via turonensis) afin d'y prélever des taxes. En particulier de nombreuses hostelleries apparaissent pour les pèlerins, comme l'hostellerie Sainte Catherine au XVe siècle (dans l'actuelle rue Losserand), à cette époque l'église est à nouveau agrandie.
Le 8 mai 1589, après avoir fait la paix au château de Plessis-lèz-Tours, Henri III et Henri de Navarre (futur Henri IV) repoussent les troupes de la Ligue lors des combats de Saint-Symphorien-des-Ponts de Tours. À sa création en 1789, la commune de Tours a naturellement inclus le bas du faubourg Saint-Symphorien situé en rive droite de la Loire, autour de l'église du même nom et au débouché nord de l'ancien pont médiéval de la ville (édifié au début du XIe siècle au débouché du château de Tours versant sud, actuellement et depuis le XIXe siècle, emplacement du pont de fil). Au XIXe siècle, des octrois existent au sein de l'actuel Tours-Nord, avant son unification, en particulier dans les actuels place Choiseul, rue du Nouveau-Calvaire et quai Paul-Bert.

### Développement contemporain

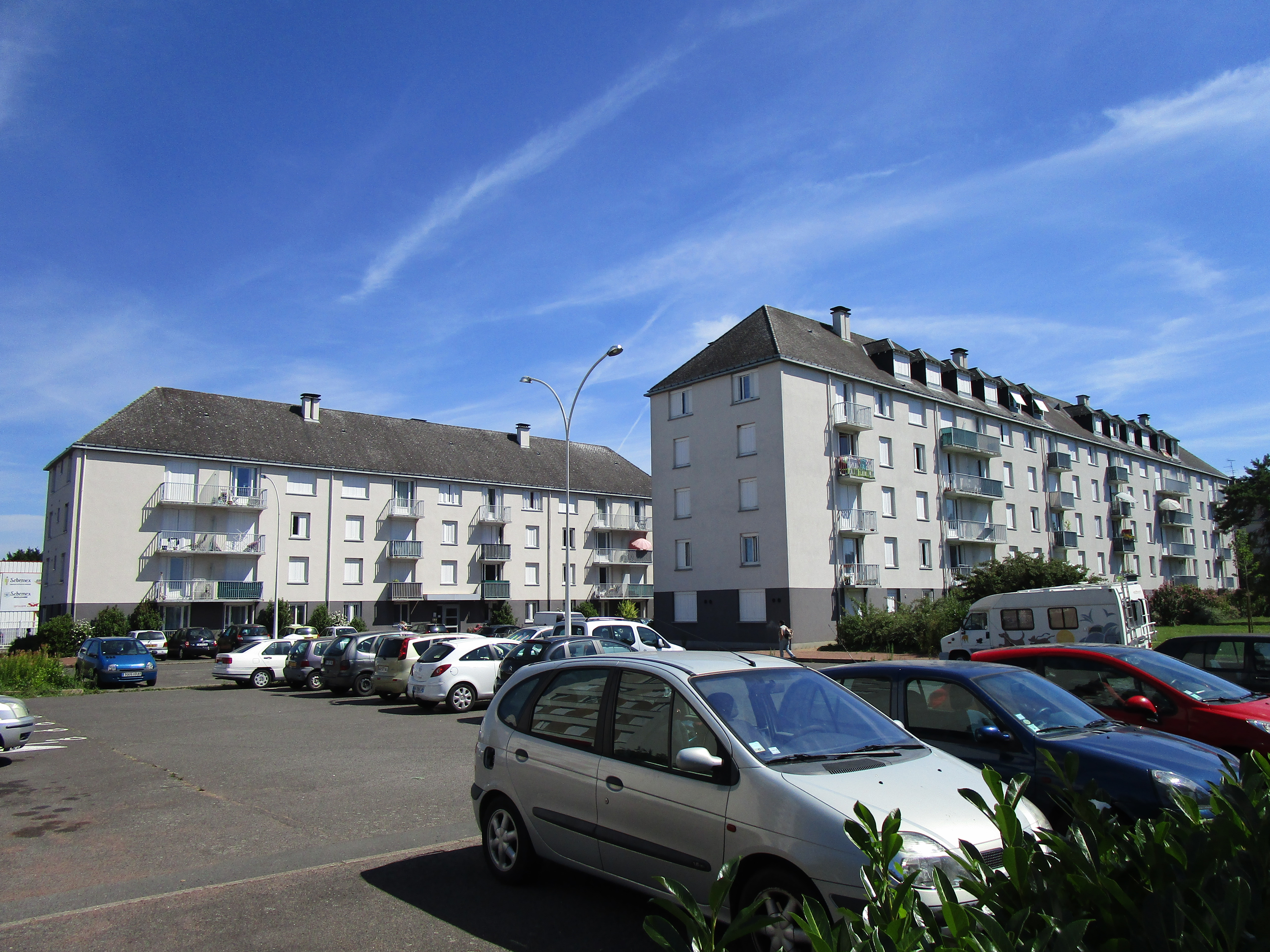
Rue Robert Schuman, quartier Europe.

La commune de Saint-Symphorien est restée autonome jusqu'en 1964, lorsqu'elle fusionne avec la ville de Tours en même temps que Sainte-Radegonde-en-Touraine. Ces dernières forment avec le  quartier Paul-Bert le secteur appelé aujourd'hui « Tours-Nord ». Les anciennes communes demeurent aujourd'hui des quartiers de la ville, bien que Saint-Symphorien ait été amputé d'une partie de sa superficie pour créer deux nouveaux quartiers au nord. Dans le contexte des Trente Glorieuses, la ville cherche en effet des terrains pour faire face à la demande inédite de logement, et ceux-ci sont justement rendus accessibles par les fusions des deux communes. Ainsi, l'« avenir de la ville de trouve au nord » vu les développements rendus possibles. L'aéroport de Tours est ouvert aux vols civils au même moment. 
Le quartier Europe est construit entre 1966 et 1976 sous la forme d'un grand ensemble principalement social autour de l'avenue de l'Europe. De nombreux pavillons s'installent aux alentours du grand ensemble, de même qu'à Sainte-Radegonde et Douets-Milletière jusque dans les années 1980. La population de Tours-Nord a alors considérablement augmenté.
Depuis le milieu des années 2000, Tours-Nord connait une nouvelle phase d’expansion avec de nombreux projets immobiliers surtout. L'aménagement le plus important commence en 2009, avec l'écoquartier Monconseil qui est bâti sur une ancienne emprise agricole avec près de 2 000 logements en 2015 et un développement qui devrait se poursuivre jusqu'en 2021. Depuis 2013, le tramway de Tours dessert largement Tours-Nord et y marque 10 de ses 29 arrêts. En 2018, le premier complexe de cinéma de Tours-Nord s'ouvre avec neuf salles, dans un espace au nord de Sainte-Radegonde où la ville espère l’implantation de commerces et plus de mille logements dans les années à venir. 

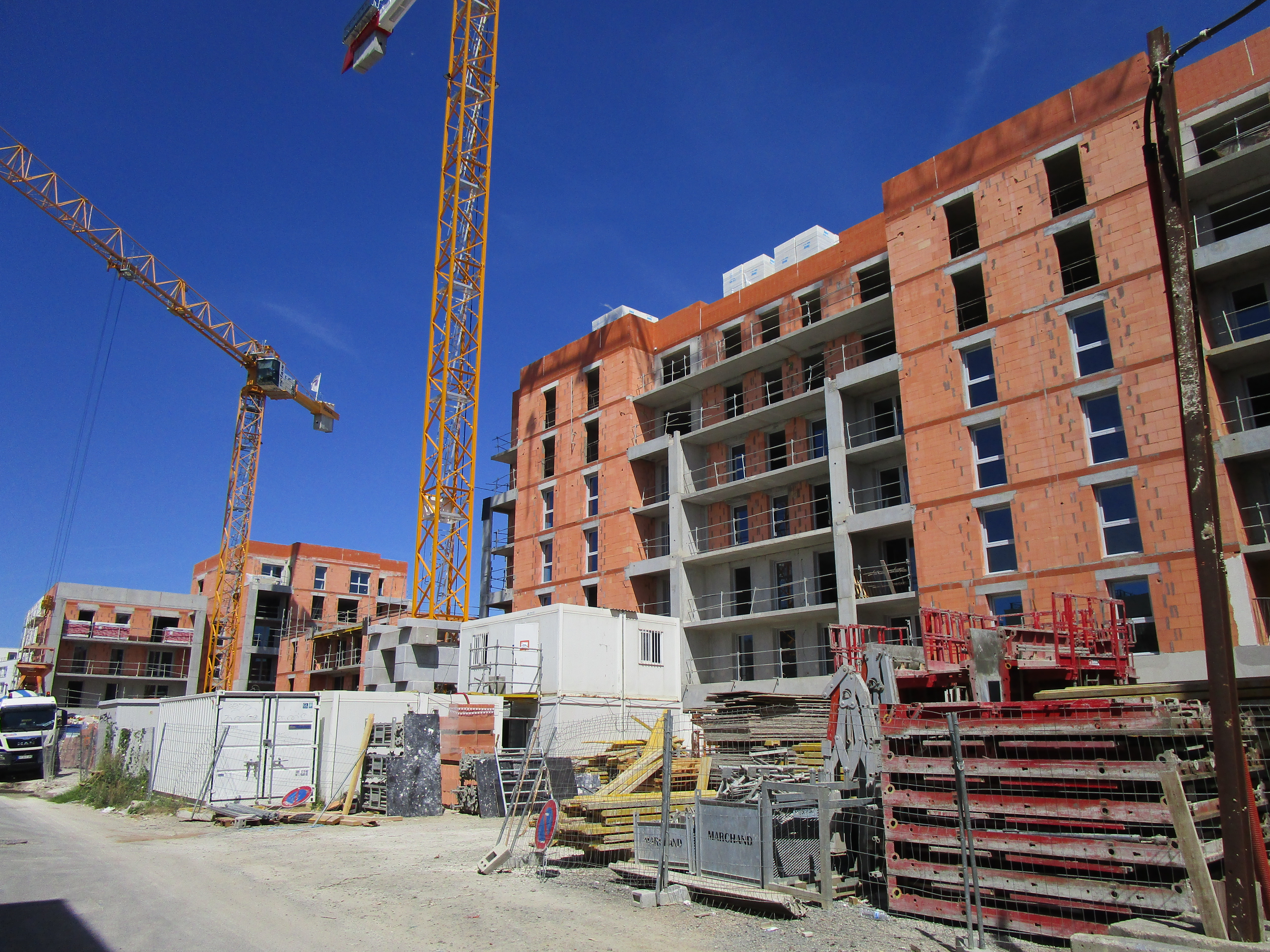
Construction au quartier Monconseil.
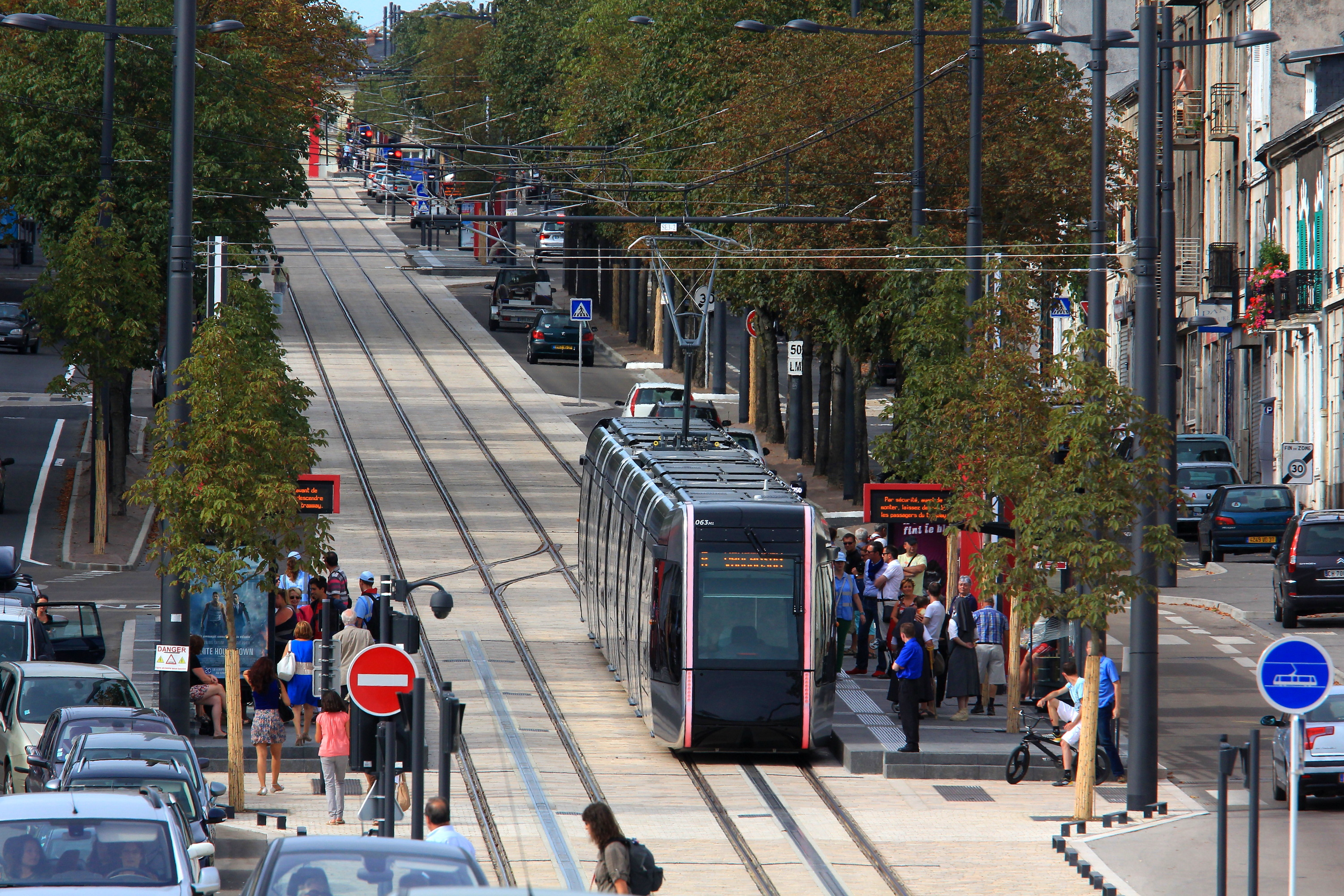
Le tramway sur l'avenue de la Tranchée.
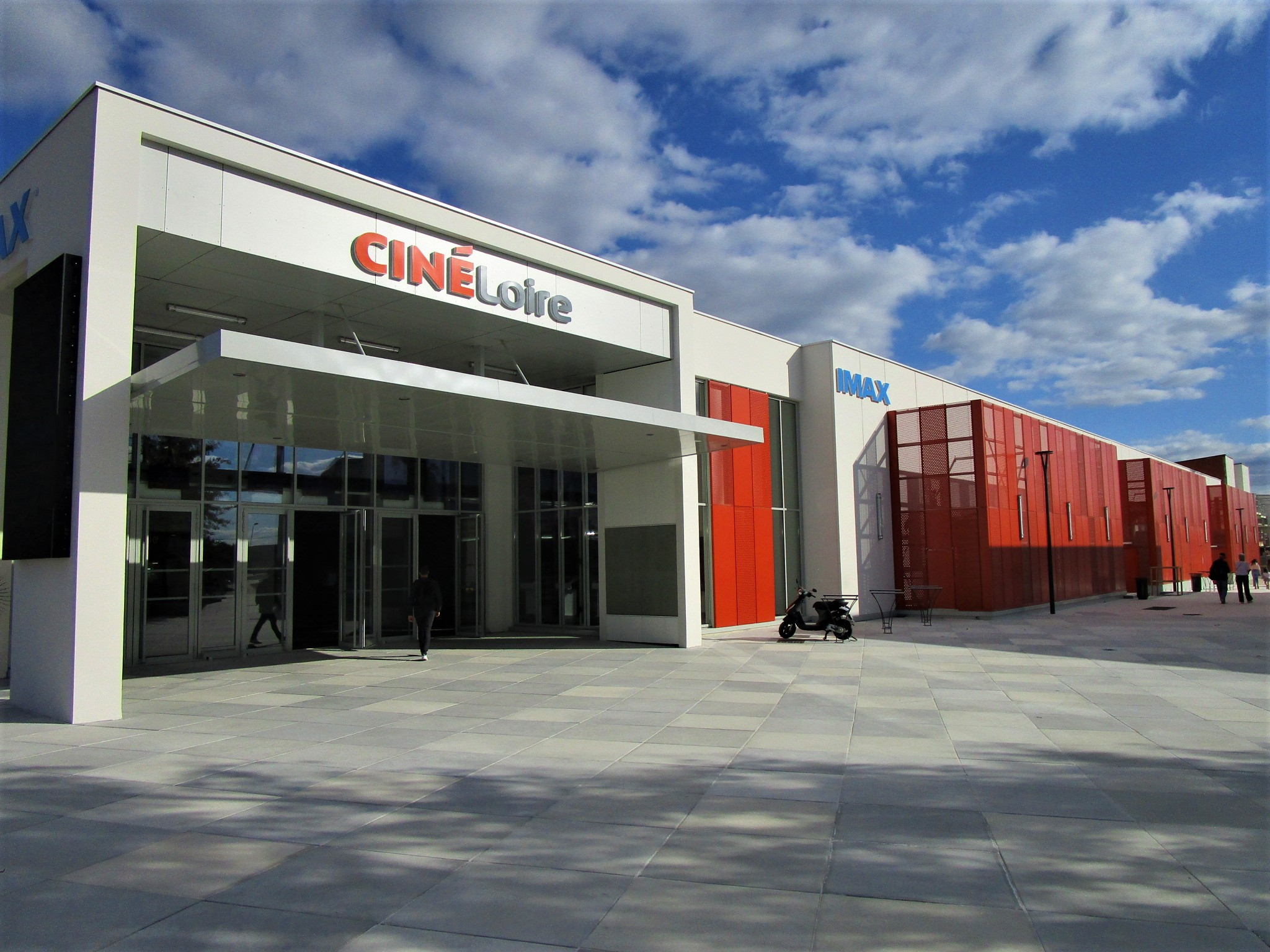
Le « CinéLoire » place Méliès.